# Chính trị thiên hữu
Chính trị thiên hữu, gọi tắt trung hữu, là danh từ dùng để miêu tả hoặc biểu thị lập trường chính trị của cá nhân, chính đảng hoặc tổ chức, trong quang phổ chính trị, quan điểm của cá nhân, chính đảng hoặc tổ chức về chính trị thiên hữu, là từ trung gian kéo dài đến bên hữu, nhưng không bao gồm lập trường cực hữu. Bên trong rất nhiều chính đảng chính trị thiên hữu có tồn tại các loại chi phái khác nhau.
Phổ thông mà nói, chính trị thiên hữu được sử dụng cho các chính đảng ủng hộ các nguyên tắc như chủ nghĩa tự do trật tự, chủ nghĩa bảo thủ tự do, chủ nghĩa tự do bảo thủ, chủ nghĩa trung gian bảo thủ, chủ nghĩa bảo thủ cải cách, chủ nghĩa bảo thủ xanh và chủ nghĩa dân chủ Kitô giáo. Đảng Cộng hoà ở Hoa Kỳ, đảng Bảo thủ ở Anh Quốc và Liên minh Dân chủ Kitô giáo Đức đều là đại diện.

## Định nghĩa
Chính trị thiên hữu không có định nghĩa chuẩn xác, chỉ có thể khái quát để giải thích. Điều này là do "chính trị thiên hữu" ở các nước khác nhau, có định nghĩa khác nhau. Nói chung, chính đảng chính trị thiên hữu ủng hộ chủ nghĩa dân chủ tự do, chủ nghĩa tư bản, kinh tế thị trường, quyền tài sản tư hữu cùng với một số hình thức của nhà nước phúc lợi. Phổ biến chống lại chủ nghĩa xã hội và chủ nghĩa cộng sản. Định nghĩa kể trên cũng đã bao gồm tư tưởng và chính sách của những chính đảng này được thiết lập dựa trên chủ nghĩa bảo thủ và chủ nghĩa tự do kinh tế.
Chính đảng chọn dùng chủ nghĩa tự do xã hội thường được coi là trung gian thiên tả, nhưng nếu chính đảng đó chủ trương phong trào chủ nghĩa tự do ở phe cánh hữu, thì gọi là chính đảng chủ nghĩa tự do bảo thủ hoặc chính đảng chủ nghĩa bảo thủ tự do. Chính đảng chính trị thiên hữu thường thiết lập dựa trên chủ nghĩa bảo thủ xã hội và các giá trị truyền thống, cùng với chủ nghĩa dân tộc công dân hoặc chủ nghĩa dân tộc tự do, thí dụ như các chính đảng chủ nghĩa dân chủ Kitô giáo ở các nước Kitô giáo, trong khi các nước khác dựa vào sự khác biệt văn hoá truyền thống của họ, mà xuất hiện chính đảng ủng hộ giá trị truyền thống chủ nghĩa Hồi giáo (như Pakistan, Thổ Nhĩ Kì) hoặc tín ngưỡng khác.

## Chính đảng chính trị thiên hữu ở các nước trên thế giới

### Châu Á
| Tên nước    | Tên đảng                                         |
| ----------- | ------------------------------------------------ |
| Bangladesh  | Đảng Dân tộc chủ nghĩa Bangladesh                |
| Israel      | Likud - Phong trào Tự do Toàn quốc               |
| Israel      | Đảng Kulanu                                      |
| Đài Loan    | Đảng Quốc dân Trung Quốc                         |
| Đài Loan    | Đảng Thân dân                                    |
| Thái Lan    | Đảng Dân chủ                                     |
| Philippines | Liên minh Nhân dân Dân tộc chủ nghĩa Philippines |
| Philippines | Đảng Lực lượng Dân chủ Kitô giáo Hồi giáo        |
| Hàn Quốc    | Lực lượng Quốc dân                               |
| Nhật Bản    | Đảng Dân chủ Tự do                               |
| Nhật Bản    | Hội Duy tân Nhật Bản                             |
| Nhật Bản    | Đảng Dân chủ Quốc dân                            |
| Pakistan    | Liên minh Hồi giáo Pakistan                      |
| Mông Cổ     | Đảng Dân chủ                                     |
| Malaysia    | Tổ chức Dân tộc Mã Lai Thống nhất                |
| Malaysia    | Công hội người Hoa Malaysia                      |
| Malaysia    | Đảng Đại hội người Ấn Độ Malaysia                |
| Malaysia    | Đảng Hồi giáo Malaysia                           |
| Ấn Độ       | Đảng Nhân dân Ấn Độ                              |
| Nepal       | Đảng Dân chủ Nhân dân                            |
| Singapore   | Đảng Hành động Nhân dân                          |
| Sri Lanka   | Đảng Quốc dân Thống nhất                         |

### Châu Đại Dương
| Tên nước      | Tên đảng                          |
| ------------- | --------------------------------- |
| Úc            | Đảng Quốc gia Úc                  |
| Úc            | Đảng Tự do Úc (liên minh bảo thủ) |
| Quần đảo Cook | Đảng Quần đảo Cook                |
| New Zealand   | Đảng Quốc gia New Zealand         |

### Châu Âu
| Tên nước       | Tên đảng                                                 |
| -------------- | -------------------------------------------------------- |
| Quần đảo Åland | Liên minh Không liên kết                                 |
| Quần đảo Åland | Đảng Tự do chủ nghĩa Åland                               |
| Quần đảo Åland | Phe Ôn hoà Åland                                         |
| Albania        | Đảng Dân chủ Albania                                     |
| Azerbaijan     | Đảng Tân Azerbaijan                                      |
| Azerbaijan     | Mặt trận Nhân dân Azerbaijan                             |
| Bulgaria       | Đảng Công dân Phát triển châu Âu Bulgaria                |
| Iceland        | Đảng Độc lập Iceland                                     |
| Iceland        | Đảng Tự do Iceland                                       |
| Ireland        | Đảng Cộng hoà Ireland                                    |
| Ireland        | Đảng Thống nhất Ireland                                  |
| Ireland        | Đảng Dân chủ Tiến bộ Ireland                             |
| Anh Quốc       | Đảng Bảo thủ                                             |
| Ý              | Đảng Nhân dân tự do                                      |
| Ý              | Tương lai và Tự do vì nước Ý                             |
| Áo             | Đảng Nhân dân Áo                                         |
| Áo             | Liên minh Tương lai Áo                                   |
| Áo             | Liên minh Đen - Vàng                                     |
| Hà Lan         | Đảng Dân chủ Cơ Đốc giáo                                 |
| Hà Lan         | Đảng Nhân dân Tự do và Dân chủ                           |
| Hy Lạp         | Đảng Tân Dân chủ                                         |
| Thụy Sĩ        | Đảng Nhân dân Dân chủ Cơ Đốc giáo Thuỵ Sĩ                |
| Thụy Sĩ        | Đảng Dân chủ Tự do                                       |
| Thụy Sĩ        | Đảng Dân chủ Bảo thủ Thuỵ Sĩ                             |
| Thụy Điển      | Đảng Liên hiệp Ôn hoà                                    |
| Thụy Điển      | Đảng Tự do                                               |
| Thụy Điển      | Đảng Dân chủ Kitô giáo                                   |
| Tây Ban Nha    | Đảng Nhân dân                                            |
| Tây Ban Nha    | Thống nhất và Đoàn kết                                   |
| Tây Ban Nha    | Liên minh Nhân dân Navarre                               |
| Slovakia       | Liên minh Dân chủ và Kitô giáo Slovak - Đảng Dân chủ     |
| Slovakia       | Phong trào Dân chủ Kitô giáo                             |
| Slovenia       | Đảng Trung ương Hiện đại                                 |
| Slovenia       | Đảng Dân chủ Slovenia                                    |
| Slovenia       | Tân Slovenia - Đảng Dân chủ Kitô giáo                    |
| Séc            | Đảng Dân chủ Công dân                                    |
| Séc            | Liên minh Dân chủ Kitô giáo - Đảng Nhân dân Czechoslovak |
| Séc            | Truyền thống, trách nhiệm, phồn vinh 09 (TOP 09)         |
| Đan Mạch       | Đảng Tự do Đan Mạch                                      |
| Đan Mạch       | Đảng Nhân dân Bảo thủ                                    |
| Quần đảo Faroe | Đảng Nhân dân                                            |
| Quần đảo Faroe | Đảng Liên minh                                           |
| Quần đảo Faroe | Đảng Tiến bộ                                             |
| Đức            | Liên minh Dân chủ Kitô giáo Đức                          |
| Đức            | Liên minh Xã hội Kitô giáo Bayern                        |
| Đức            | Đảng Dân chủ Tự do                                       |
| Thổ Nhĩ Kỳ     | Đảng Chính đạo                                           |
| Thổ Nhĩ Kỳ     | Đảng Chính nghĩa và Phát triển                           |
| Thổ Nhĩ Kỳ     | Đảng Tổ quốc                                             |
| Thổ Nhĩ Kỳ     | Đảng người Thổ Nhĩ Kì Thanh niên                         |
| Na Uy          | Đảng Bảo thủ                                             |
| Na Uy          | Đảng Dân chủ Kitô giáo                                   |
| Phần Lan       | Đảng Liên hiệp Dân tộc                                   |
| Phần Lan       | Đảng Dân chủ Kitô giáo Phần Lan                          |
| Phần Lan       | Đảng Nhân dân người Thuỵ Điển Phần Lan                   |
| Pháp           | Liên minh Phong trào Nhân dân                            |
| Pháp           | Phong trào Bảo vệ vì nước Pháp                           |
| Pháp           | Đảng Cộng hoà                                            |
| Pháp           | Quật khởi vì nước Pháp                                   |
| Pháp           | Phong trào Thôn quê                                      |
| Gruzia         | Đảng Bảo thủ Gruzia                                      |
| Gruzia         | Đảng Cộng hoà Gruzia                                     |
| Gruzia         | Công nghiệp sẽ cứu trợ Gruzia                            |
| Gruzia         | Phong trào Dân tộc Thống nhất                            |
| Gruzia         | Đảng Chủ nghĩa dân chủ Tự do                             |
| Ba Lan         | Cương lĩnh Công dân                                      |
| Ba Lan         | Đảng Nhân dân Ba Lan                                     |
| Bồ Đào Nha     | Đảng Dân chủ Xã hội                                      |
| Bồ Đào Nha     | Trung tâm Dân chủ Xã hội - Đảng Nhân dân                 |
| Litva          | Liên minh Tổ quốc - Đảng Dân chủ Kitô giáo Litva         |
| Luxembourg     | Đảng Nhân dân Xã hội Kitô giáo                           |
| România        | Đảng Tự do Dân chủ                                       |
| România        | Đảng Tự do Quốc gia                                      |
| Nga            | Nước Nga Thống nhất                                      |
| Nga            | Liên minh Lực lượng Cánh hữu                             |
| Serbia         | Đảng Tiến bộ Serbia                                      |
| Serbia         | Phong trào Phục hưng Serbia                              |
| Ukraina        | Đoàn kết châu Âu                                         |
| Ukraina        | Mặt trận Nhân dân                                        |
| Ukraina        | Liên minh Tổ quốc Toàn Ukraina                           |
| Ukraina        | Đảng Tự trợ                                              |
| Ukraina        | Aktsent                                                  |

### Châu Mĩ
| Tên nước  | Tên đảng                       |
| --------- | ------------------------------ |
| Hoa Kỳ    | Đảng Cộng hoà                  |
| Argentina | Phương án nước Cộng hoà        |
| Canada    | Đảng Bảo thủ Canada            |
| Chile     | Đảng Cách tân Dân tộc          |
| Bahamas   | Phong trào Quốc gia Tự do      |
| Brasil    | Đảng Dân chủ                   |
| Grenada   | Đảng Tân Quốc gia              |
| Jamaica   | Phong trào Dân chủ Quốc gia    |
| Jamaica   | Công đảng Jamaica              |
| Paraguay  | Hiệp hội Cộng hoà Toàn quốc    |
| Paraguay  | Đảng Tự do Cấp tiến Chân chính |
| Perú      | Đảng Nhân dân Kitô giáo        |
| Perú      | Lực lượng Nhân dân             |
| Suriname  | Đảng Quốc gia Suriname         |

### Châu Phi
| Tên nước   | Tên đảng                                        |
| ---------- | ----------------------------------------------- |
| Algérie    | Phong trào Cải cách Quốc gia                    |
| Algérie    | Phong trào Phục hưng Hồi giáo                   |
| Algérie    | Mặt trận Quốc gia Algeria                       |
| Algérie    | Phong trào Xã hội vì Hoà bình                   |
| Ai Cập     | Đảng người Ai Cập Tự do                         |
| Ai Cập     | Đảng Bảo thủ                                    |
| Angola     | Liên minh Toàn quốc vì Độc lập Toàn diện Angola |
| Gabon      | Đảng Dân chủ Gabon                              |
| Ghana      | Đảng Tân Ái quốc                                |
| Kenya      | Đảng Dân chủ                                    |
| Kenya      | Liên minh Dân tộc châu Phi Kenya                |
| Lesotho    | Đảng Quốc gia Basotho                           |
| Lesotho    | Đảng Tự do Marematlou                           |
| Malawi     | Đảng Đại hội Malawi                             |
| Maroc      | Đảng Istiqlal                                   |
| Maroc      | Đảng Công chính và Phát triển                   |
| Mozambique | Phong trào Phản kháng Toàn quốc Mozambique      |
| Namibia    | Phong trào Dân chủ Nhân dân                     |
| Niger      | Phong trào Toàn quốc vì Phát triển Xã hội       |
| Tunisia    | Phong trào Phục hưng                            |
| Sudan      | Đảng Đại hội Toàn quốc                          |
| Uganda     | Đảng Bảo thủ                                    |
| Nam Phi    | Liên minh Dân chủ                               |